# E Caterina... regnò
E Caterina.. regnò (Young Catherine) è una miniserie televisiva in due puntate del 1991 diretta da Michael Anderson. Interpretata da  Julia Ormond, Vanessa Redgrave, Christopher Plummer, Maximilian Schell e Franco Nero, racconta la storia di Caterina II, imperatrice di Russia dal 1762 al 1796.
Co-prodotta dalla Rai, la miniserie è stata trasmessa negli Stati Uniti il 17 e 18 febbraio 1991 sulla rete TNT. In Italia è andata in onda il 30 giugno e il 7 luglio dello stesso anno in prima serata su Rai 1.

## Trama

### Parte I
Sofia Federica Augusta di Anhalt-Zerbst, figlia di un generale prussiano e di una principessa tedesca, cresce presso la corte di re Federico II di Prussia. Nel 1744, a soli quindici anni, viene scelta dalla zarina Elisabetta come moglie per il nipote Pietro, che la sovrana vuole designare come erede. Giunta a San Pietroburgo, Sofia conosce la zarina e il suo futuro sposo, un uomo di carattere violento che si dimostra subito ostile nei suoi confronti, arrivando persino a maltrattarla in pubblico. Sofia è costretta a convertirsi alla religione ortodossa e ad assumere il nome di "Caterina" prima del suo matrimonio con il granduca Pietro, celebrato il 21 agosto 1745. Ma l'erede tanto atteso tarda ad arrivare, e la zarina Elisabetta inizia a preoccuparsi per le possibili implicazioni, finché non apprende con sgomento da un medico che Caterina è ancora vergine, e che il suo matrimonio con Pietro non è ancora stato consumato.

### Parte II
Stancatasi ben presto dell'odioso marito Pietro, per niente intenzionato a consumare il matrimonio, Caterina intraprende una relazione adulterina con l'ufficiale Grigorij Orlov. Dopo aver scoperto di essere incinta, la donna si rivolge all'amico Sir Charles Williams in cerca d'aiuto. Con la complicità di Orlov e di altri ufficiali, Pietro, sofferente di fimosi, viene sottoposto ad un'operazione così da consentirgli una normale intimità con la moglie, e poter spacciare come suo il figlio che Caterina aspetta dall'ufficiale Orlov. Qualche tempo dopo, Caterina dà alla luce un maschietto, Paolo.
Il 5 gennaio 1762 l'imperatrice Elisabetta muore e Pietro sale al trono come nuovo zar di Russia. Caterina si rende presto conto che solo detronizzando il marito potrà impedire che la sua politica scellerata porti alla distruzione il fiorente impero russo. Aiutata dall'amante Orlov, Caterina pianifica la detronizzazione di Pietro, anticipando il marito, che nel frattempo ha intrapreso una relazione con Elisabeth Vorontsov e pensa di divorziare per poi relegare la moglie in un monastero. Il piano ha successo, e nemmeno un anno dopo, il 12 settembre, Caterina viene incoronata imperatrice di tutte le Russie.

## Premi & nomination
| Anno | Premio        | Categoria                                                                            | Risultato       |
| ---- | ------------- | ------------------------------------------------------------------------------------ | --------------- |
| 1991 | Premio Emmy   | Miglior costumi per una miniserie (Larisa Konnikova)                                 | Candidato/a     |
| 1991 | Premio Emmy   | Miglior attrice protagonista in una miniserie (Vanessa Redgrave)                     | Candidato/a     |
| 1992 | Gemini Awards | Miglior miniserie drammatica (Stephen Smallwood, W. Paterson Ferns e Michael Deeley) | Vincitore/trice |
| 1992 | Gemini Awards | Miglior performance di un'attrice protagonista in una miniserie (Julia Ormond)       | Candidato/a     |
| 1992 | Gemini Awards | Miglior fotografia in una miniserie (Ernest Day)                                     | Candidato/a     |
| 1992 | Gemini Awards | Miglior scenografia (Harold Thrasher e Natalya Vasilyeva)                            | Candidato/a     |
| 1992 | Gemini Awards | Miglior costumi (Larisa Konnikova)                                                   | Candidato/a     |

## Versioni
Esistono due versioni della miniserie: quella originale di 186 minuti, trasmessa sulla rete TNT nella primavera 1991, e un'altra, leggermente più corta, di 150 minuti. Entrambe sono state distribuite negli Stati Uniti in formato VHS a partire dal 29 maggio dello stesso anno.
Dal 19 novembre 2013 la miniserie è disponibile anche in DVD, distribuita da Warner Home Video all'interno della linea Warner Archive Collection.